# Глазко Галина Олексіївна
Галина Олексіївна Глазко (нар.. 18 лютого 1944) — радянська і українська спортсменка та тренерка, Майстер спорту СРСР у лижних гонках (1963) та біатлоні (1976), Заслужений тренер України (2000).

## Біографія
Галина Глазко народилася 18 лютого 1944 року в селі Краснополянське Свердловської області.
У 1966 році закінчила Київський інститут фізичної культури (нині Національний університет фізичного виховання і спорту України). Багаторазова переможниця та призерка всесоюзних і міжнародних змагань, зимових спартакіад та чемпіонатів Української РСР. Після закінчення спортивної кар'єри, з 1990 року, працювала у Школі вищої спортивної майстерності в Києві. Виростила ряд відомих спортсменів, серед яких — О. Деясова, Роман Лейбюк, Ірина Тереля.
В останні роки займається вихованням спортсменів з обмеженими можливостями, працює старшим тренеркою київського відділення «Інваспорт».